# Allersehl
Allersehl ist ein Ortsteil der Gemeinde Dedelstorf im Landkreis Gifhorn in Niedersachsen.

## Geographie und Verkehrsanbindung
Allersehl liegt im Osten der Südheide und im Norden des Landkreises Gifhorn. Im Westen von Allersehl befinden sich ausgedehnte Waldgebiete. Südwestlich von Allersehl entspringt der Kainbach, ein Zufluss der Lachte. Dort befindet sich auch das Naturschutzgebiet Obere Lachte, Kainbach, Jafelbach.
Allersehl liegt abseits der großen Verkehrswege. Rund zwei Kilometer westlich von Allersehl verläuft die Bundesstraße 4, die von Allersehl über Masel erreichbar ist. Rund drei Kilometer südlich von Allersehl verläuft die Bundesstraße 244. Durch Allersehl verläuft die Kreisstraße 8, die im Norden nach Masel und im Süden über Repke bis nach Langwedel führt. Die Kreisstraße 10 beginnt in Allersehl und führt im Osten nach Weddersehl. Linienbusse fahren an Schultagen von Allersehl über Sprakensehl bis nach Bokel sowie nach Hankensbüttel und Groß Oesingen. Rund zwei Kilometer südöstlich von Allersehl befand sich von 1954 bis 2015 das Segelfluggelände Schnuckenheide-Repke.

## Geschichte

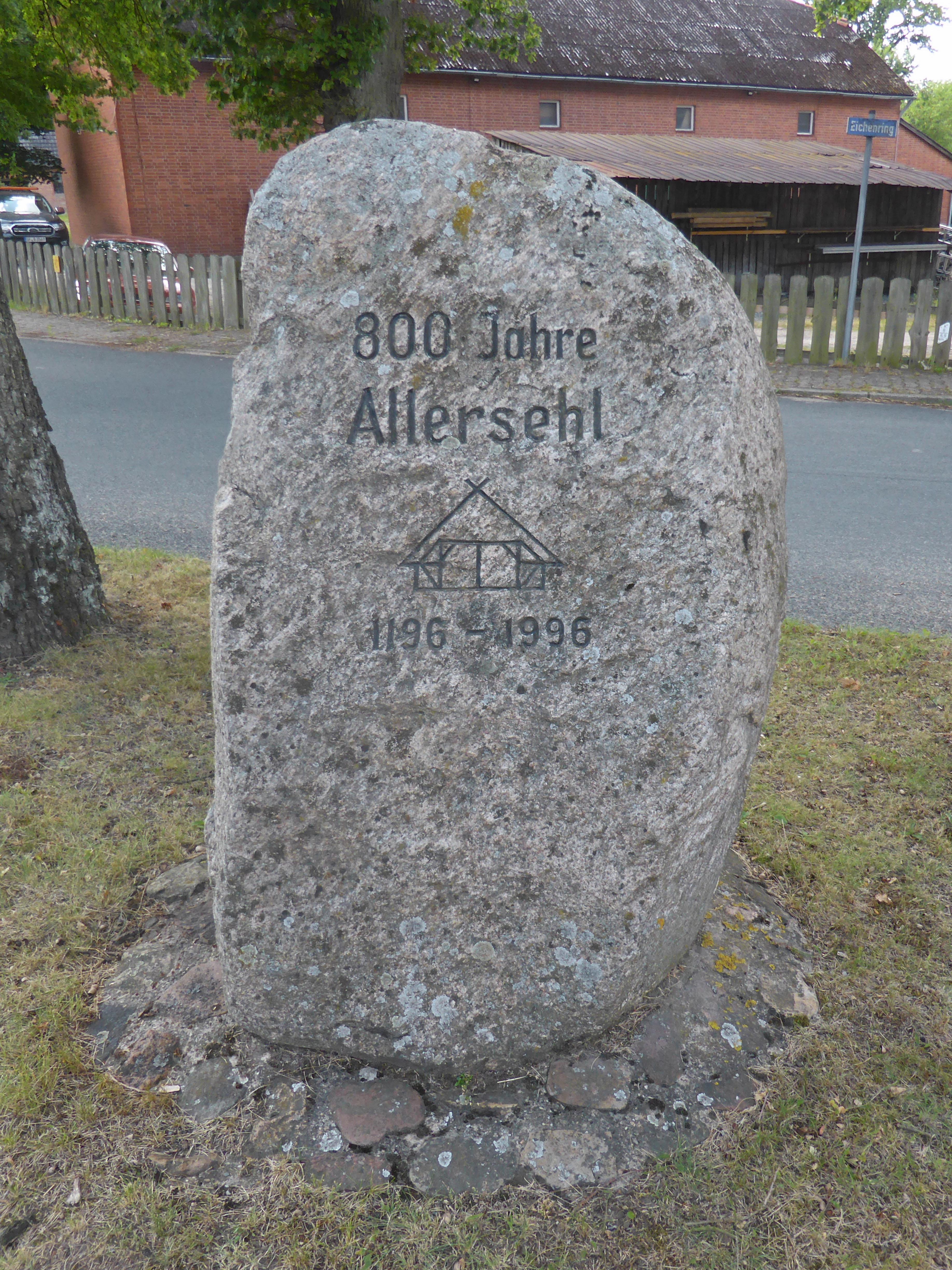
Gedenkstein

1196 erfolgte die erste bekannte Erwähnung von Allersehl als Alersele.
In der Franzosenzeit gehörte Allersehl zum Departement der Aller des Königreichs Westphalen. 1885 wurde der Kreis Isenhagen gegründet, dem Allersehl angehörte.
1915 wurde ein neues Schulgebäude nach Plänen des Architekten Otto Haesler erbaut, das seit 1974 als Wohnhaus genutzt wird. 1932 wurde der Kreis Isenhagen aufgelöst, seitdem gehört Allersehl zum Landkreis Gifhorn.
Am 1. März 1974 wurde die Gemeinde Allersehl in die Gemeinde Dedelstorf eingemeindet.

### Einwohnerentwicklung
| Jahr      | 1910 | 1925 | 1933 | 1939 | 2008 | 2015 | 2019 | 2020 | 2021 |
| --------- | ---- | ---- | ---- | ---- | ---- | ---- | ---- | ---- | ---- |
| Einwohner | 112  | 122  | 132  | 144  | 142  | 129  | 118  | 121  | 124  |

## Infrastruktur
Allersehl ist landwirtschaftlich geprägt.
In Allersehl bestehen ein Grillplatz, ein Postbriefkasten, eine Gaststätte, eine Reitsportanlage und ein Friedhof, auf dem sich auch das Kriegerdenkmal für die Gefallenen und Vermissten der beiden Weltkriege aus der Gemeinde Allersehl befindet. Den Kindern steht ein Spielplatz zur Verfügung.
Die Schule und die Gemischtwarenhandlung wurde geschlossen. Einkaufsmöglichkeiten des täglichen Bedarfs sind in Allersehl nicht vorhanden.
Vereinsleben findet in der Schützenkameradschaft Weddersehl-Allersehl e.V. statt, sie verfügt in Weddersehl über einen Schießstand. Der 1999 gegründete Reit- und Fahrverein Isenhagener Land e.V. hat seinen Sitz in Allersehl.
Eine Kirche ist in Allersehl nicht vorhanden. Evangelisch-lutherische Einwohner Allersehls gehören zur Kirchengemeinde Hankensbüttel mit der St.-Pankratius-Kirche in Hankensbüttel, Katholiken gehören zur St.-Marien-Kirche im rund 14 Kilometer entfernten Wittingen.

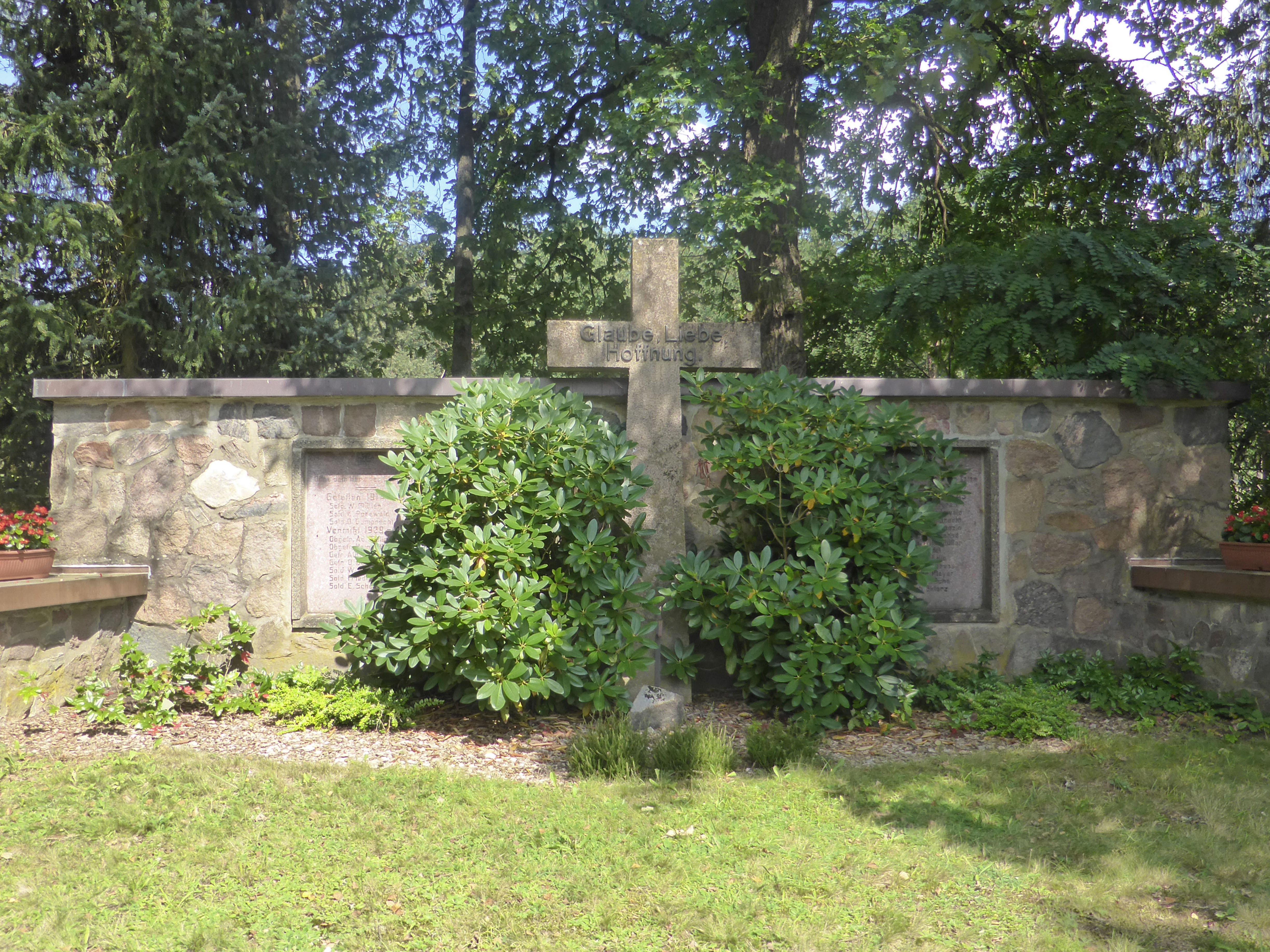
Kriegerdenkmal
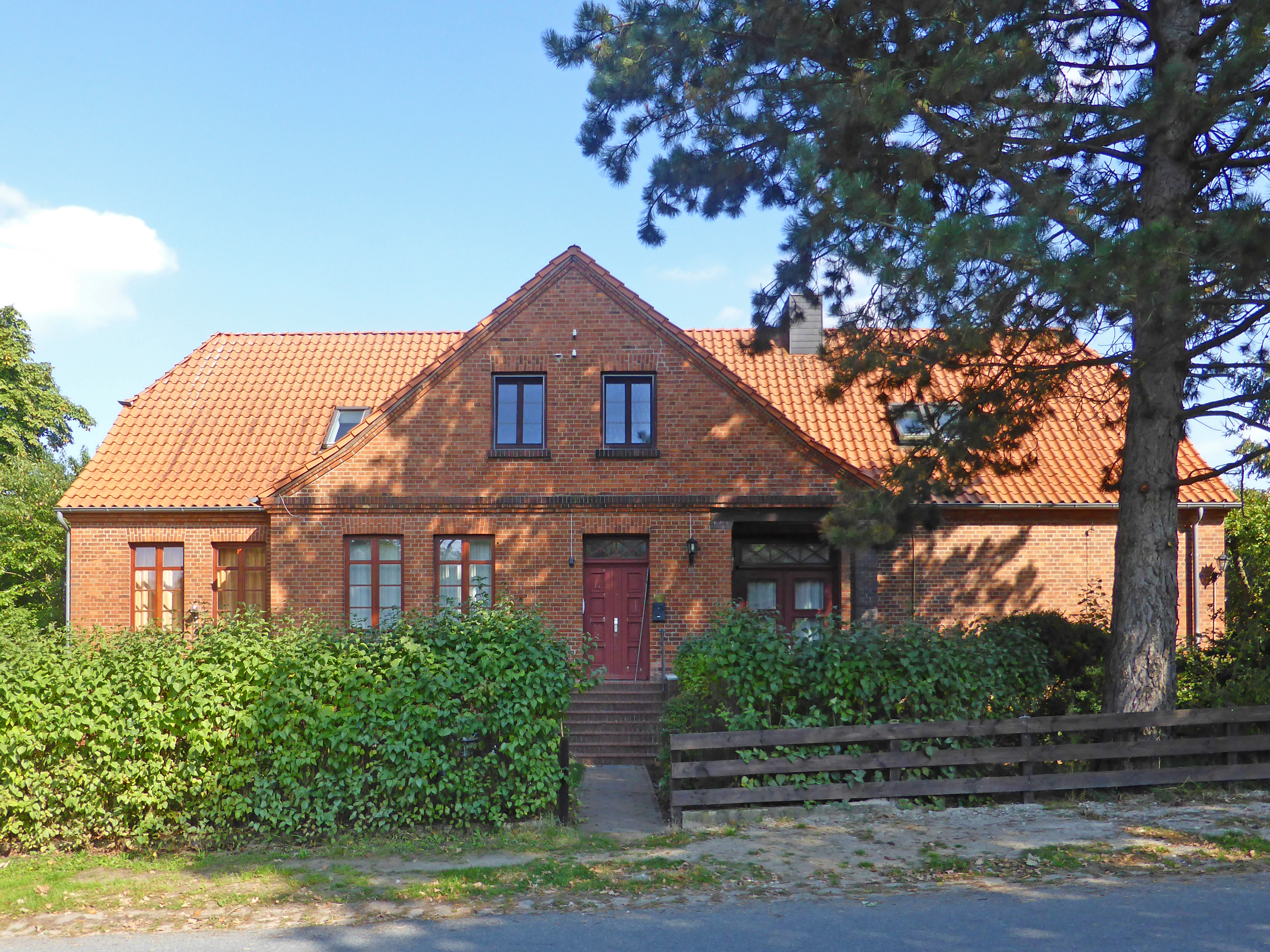
Ehemalige Schule
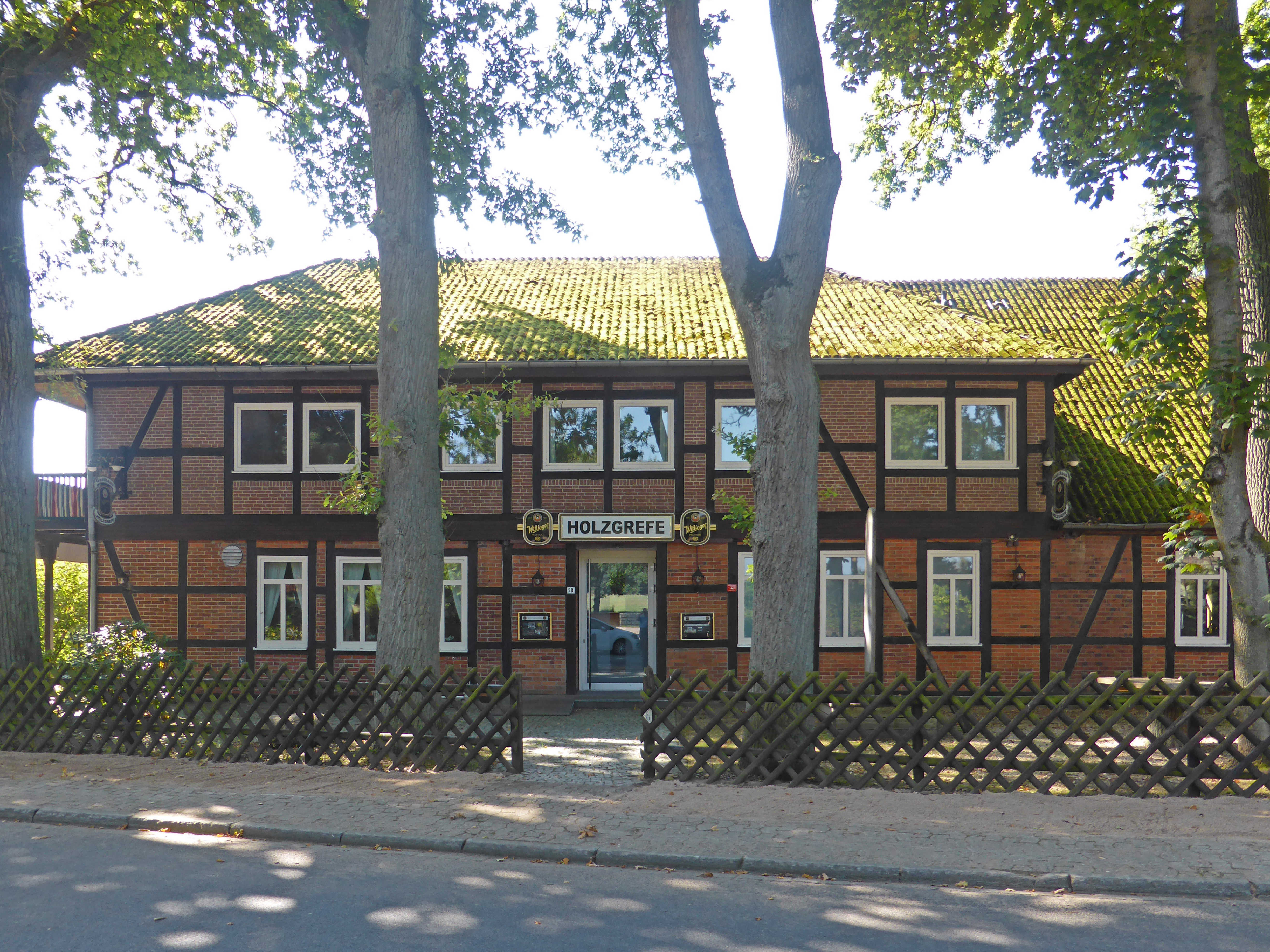
Gaststätte
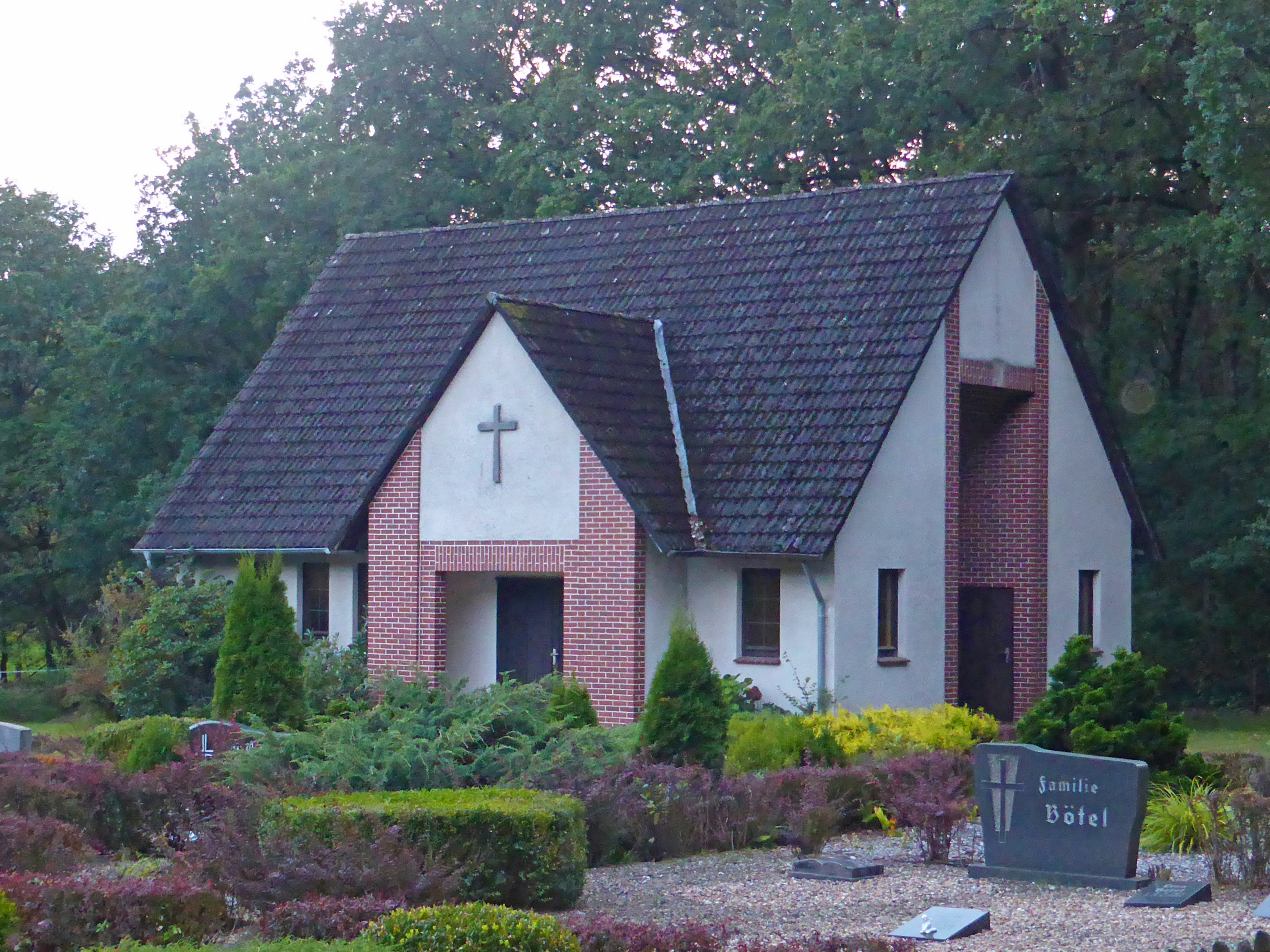
Friedhofskapelle